# ホーペン島
ホーペン島（ホーペンとう、ノルウェー語: Hopen）はノルウェーのスヴァールバル諸島南東沖、約160kmに位置する島である。面積は47km2。南北に33km、東西幅は約2kmと長細い形状を呈している。最高点はイヴァーセン山（Iversenfjellet）の370m。人口は4人で、いずれも気象観測所の職員である。
島北部の断崖はニシツノメドリの重要な繁殖地である。ミツユビカモメが繁殖のために訪れることがあり、ホッキョクグマも見られる。島南部周辺の浅瀬はセイウチの生息地である。周辺の海域を含む一帯は2010年にラムサール条約登録地となった。
1613年、英国のキングストン・アポン・ハル出身の探検家トーマス・マーマデュークにより発見された。島名は彼の船名Hopewellに由来する。周囲の海域はホーペンバンクと呼ばれ、海産資源が豊富である。